# Сидар Вали (Оклахома)
Сидар Вали (енгл. Cedar Valley) град је у америчкој савезној држави Оклахома.

## Демографија
По попису из 2010. године број становника је 288, што је 230 (396,6%) становника више него 2000. године.
| Група             | 2000.      | 2010.       |
| Белци             | 50 (86,2%) | 262 (91,0%) |
| Афроамериканци    | 0 (0,0%)   | 0 (0,0%)    |
| Азијати           | 0 (0,0%)   | 0 (0,0%)    |
| Хиспаноамериканци | 2 (3,4%)   | 7 (2,4%)    |
| Укупно            | 58         | 288         |